# Kevin Séraphin
Pour les articles homonymes, voir Séraphin.
Kevin Séraphin, né le 7 décembre 1989 à Cayenne en Guyane, est un joueur international français de basket-ball. Il mesure 2,06 m et joue au poste de pivot voire d'ailier fort.
Il commence sa carrière en Pro A, avec l'équipe de Cholet, puis intègre la National Basketball Association (NBA) en étant sélectionné en 17e position par les Wizards de Washington lors de la draft 2010. Il quitte la NBA en 2017 pour rejoindre le FC Barcelone en Espagne, avant de prendre sa retraite le 24 octobre 2020.

## Biographie

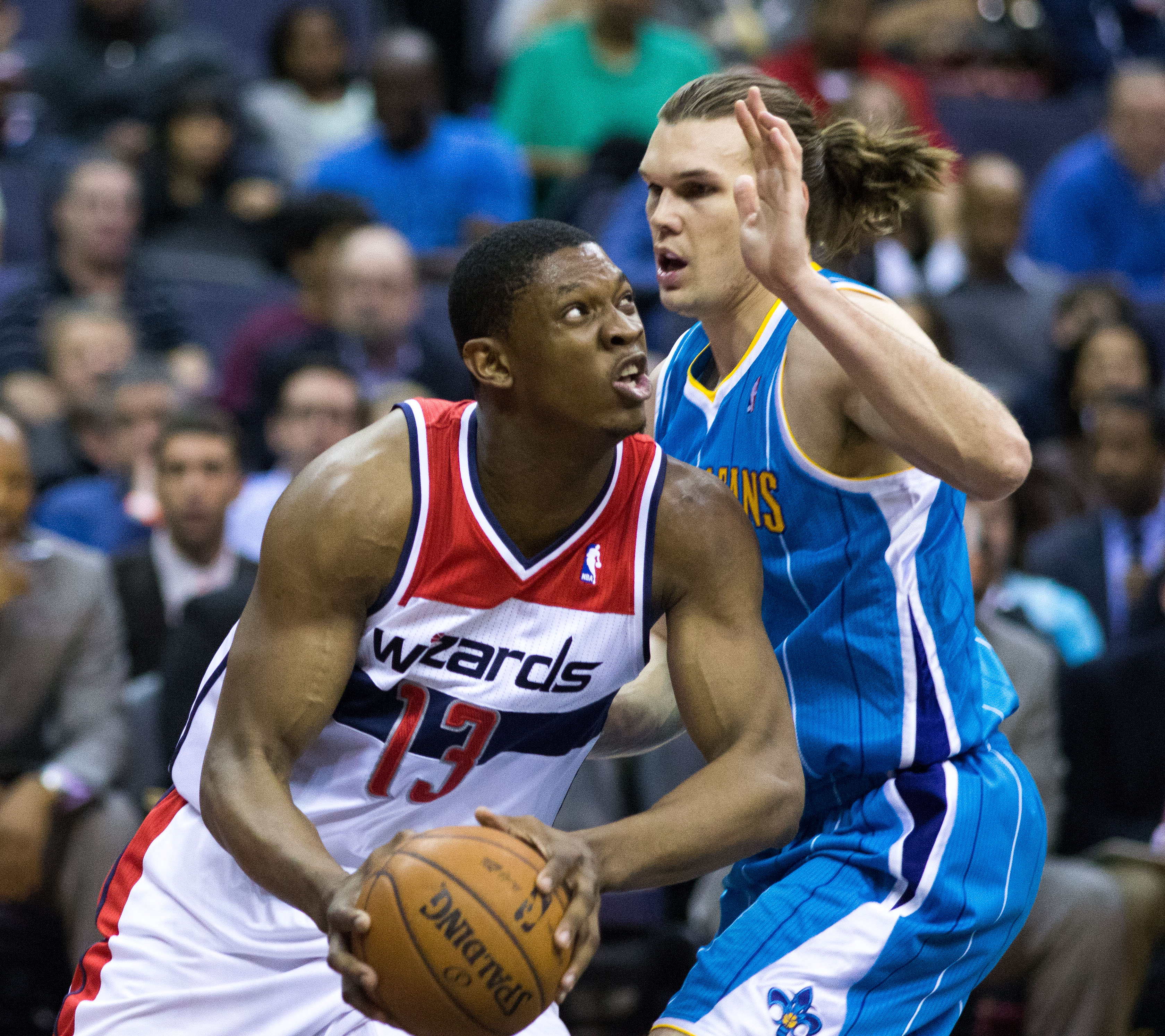
Kevin Seraphin à la lutte avec Lou Amundson.

### Débuts en Pro A
D'abord passé par le Poitiers Basket 86 entre 2005 et 2006, il poursuit ensuite sa formation à Cholet, Seraphin intègre le groupe professionnel en 2007 (1 rencontre, 7 minutes de jeu) puis l'équipe première pour la saison 2008-2009 (31 rencontres, 8,2 minutes par match) tout en jouant parfois avec les Espoirs. Il montrera toutes ses qualités athlétiques lors de la saison 2009-2010 (39 rencontres, 16,2 minutes par match) sous les consignes d'Erman Kunter dans le prolongement de son excellent Championnat d’Europe Espoirs (2009) où il est médaillé d'argent - défaite 90 à 85 face à la Grèce- et nommé dans le meilleur cinq majeur de la compétition.

### Départ pour la NBA (2010-2017)

#### Wizards de Washington (2010-2015)

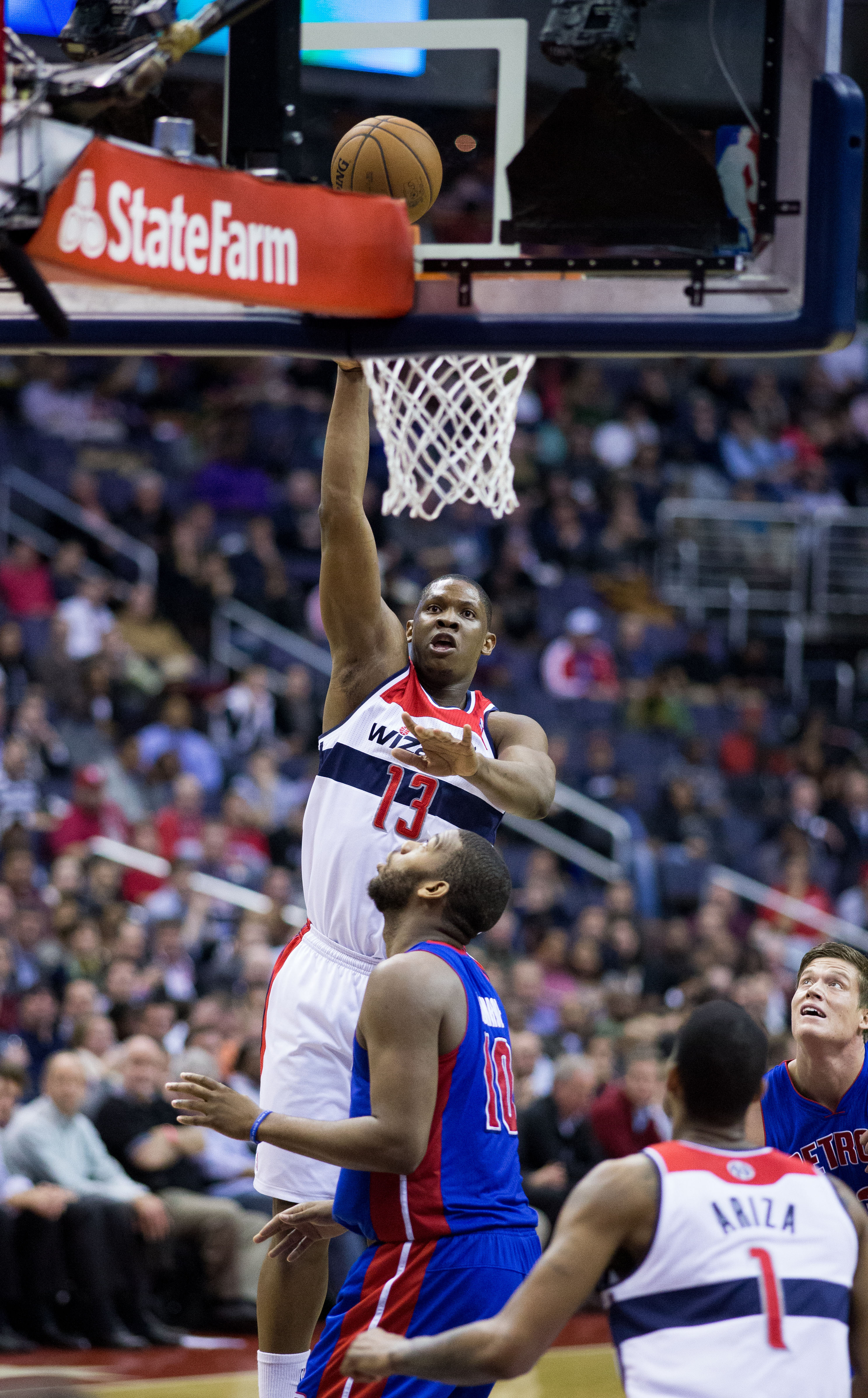
Kevin Séraphin en février 2013.

Sélectionné en dix-septième position de la draft 2010 de la NBA par les Bulls de Chicago, il est immédiatement transféré aux Wizards de Washington, en compagnie de Kirk Hinrich.
Avec l'équipe de France de basket-ball en 2011, il est médaillé d'argent au championnat d'Europe en Lituanie. Ses performances en équipe nationale lui permettent d'être repéré par les clubs d'Euroligue et il signe au Saski Baskonia (Vitoria) dans l'attente de la fin du lock-out qui touche la saison de NBA 2011-2012. À la fin du lock-out, il retourne jouer avec les Wizards.
Peu utilisé en début de saison, il profite du remplacement de l'entraîneur Flip Saunders par Randy Wittman, le 24 janvier, puis du transfert du pivot JaVale McGee pour obtenir un meilleur temps de jeu. En mars-avril 2012, il devient titulaire en l'absence de Nenê, pivot des Wizards de Washington. Le 7 mars 2012, Kevin Seraphin réalise une de ses meilleures performances en NBA : 14 points (7 sur 9 au tir) et 9 rebonds en 25 minutes de jeu pour une victoire des Wizards 106-101 face aux Lakers de Los Angeles. Cette marque est encore améliorée le 10 avril de la même année lors d'une rencontre face au Magic d'Orlando qui le voit cumuler 24 points à 11 sur 16 aux tirs, 13 rebonds et 4 contres ; performances qui constituent à ce jour ses records NBA en carrière. Il termine la saison sur une série de rencontres à dix points ou plus. Sur l'ensemble des cinquante-sept rencontres de saison régulière qu'il dispute - sur soixante-six en raison du lockout -, il inscrit dix points ou plus à vingt-trois reprises, dont deux à plus de vingt points. Il attrape dix rebonds ou plus à cinq reprises, ce qui constitue également cinq double-doubles. Ses statistiques sur la saison sont de 7,9 points, 4,9 rebonds, 0,6 passe et 1,3 contre.
Le 25 février 2014, il manque la rencontre contre le Magic d'Orlando à cause d'une inflammation au genou.
Le 16 mai, il fait partie de la liste des vingt-quatre joueurs pré-sélectionnés pour la participation à la Coupe du monde 2014 en Espagne.
Le 9 janvier 2015, lors de la rencontre avec les Bulls de Chicago, il porte durant les échauffements, un t-shirt "Je suis Charlie" en hommage aux personnes assassinées durant la fusillade au siège de Charlie Hebdo à Paris, le 7 janvier 2015.

#### Knicks de New York (2015-2016)
Le 4 août 2015, il signe chez les Knicks de New York pour un an et 2,8 millions de dollars.

#### Pacers de l'Indiana (2016-2017)
Le 29 août 2016, alors qu'il est courtisé par le club espagnol du FC Barcelone qui lui propose un contrat de deux millions d'euros,, il donne priorité à la NBA et signe un contrat non garanti avec les Pacers de l'Indiana, pour 3,6 millions de dollars sur deux ans. Il n'y joue finalement qu'une saison et quitte la NBA.

### Retour en Europe (2017-2019)

#### FC Barcelone
Le 3 août 2017, il signe pour deux ans avec le FC Barcelone, pour 1,3 million d'euros, où il rejoint deux autres Français, Thomas Heurtel et Adrien Moerman. Il remporte la Copa del Rey, le 17 février 2019, face au Real Madrid, enregistrant 6 points et un rebond sur la finale.

#### Retraite
Le 25 juillet 2019, il s'engage avec le club chinois des Xinjiang Flying Tigers mais n'y joue pas.
Le 24 octobre 2020, à l'âge de 30 ans, Séraphin annonce officiellement prendre sa retraite en raison de ses blessures successives au genou,.
Il est souvent invité dans le talk show spécialisé basket-ball First team.

## Clubs successifs
- 2008-2009 :  Cholet Basket (espoirs et Pro A)
- 2008-2010 :  Cholet Basket (Pro A)
- 2010-2011 :  Wizards de Washington (NBA)
- 2011 :  Saski Baskonia (Liga ACB)
- 2011-2015 :  Wizards de Washington (NBA)
- 2015-2016 :  Knicks de New York (NBA)
- 2016-2017 :    Pacers de l'Indiana (NBA)
- 2017-2019 :  FC Barcelone (Liga ACB)

## Palmarès

### Sélection nationale

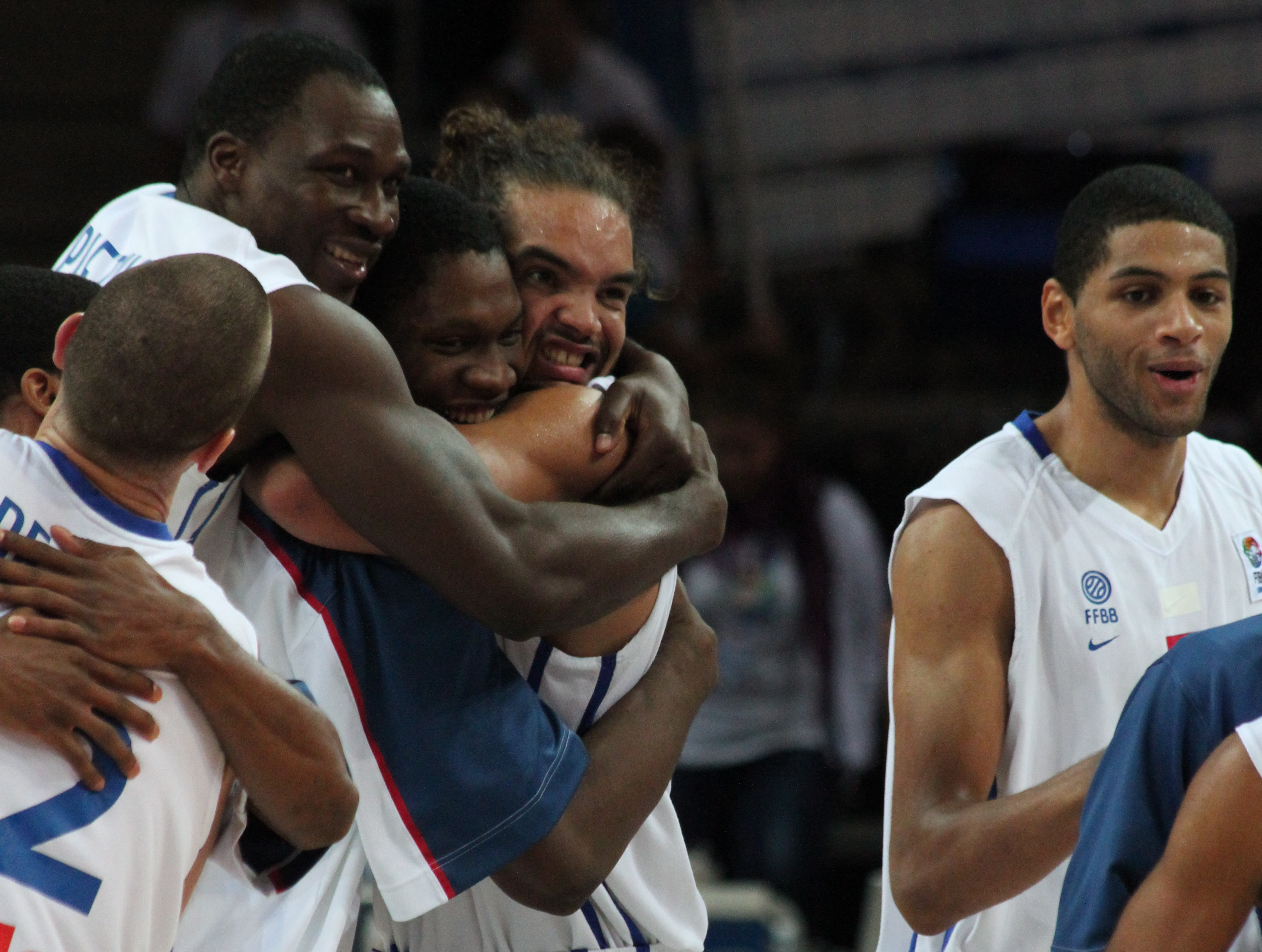
Kevin Séraphin au milieu de Florent Piétrus et Joakim Noah lors de l'EuroBasket 2011.

- Médaillé d’argent au Championnat d’Europe Espoirs 2009 en Grèce.
- Médaille d'argent au championnat d'Europe 2011 en Lituanie.

### En club
- Champion de France Espoirs en 2009.
- Champion de France avec Cholet Basket en 2010.
- Vainqueur de la Coupe du Roi : 2018, 2019.

### Distinctions individuelles
- Nommé dans le cinq majeur du Championnat d’Europe Espoirs 2009[23].
- Élu dans le cinq majeur du championnat de France Espoirs 2009.
- Sélectionné au Nike Hoop Summit 2009.
- Élu joueur ayant le plus progressé de Pro A lors de la saison 2009-2010[24].

## Statistiques

### NBA

#### Saison régulière
Statistiques en match en saison régulière de Kevin Séraphin
| Saison    | Équipe     | Matchs | Titul. | Min./m | % Tir | % 3pts | % LF | Rbds/m. | Pass/m. | Int/m. | Ctr/m. | Pts/m. |
| --------- | ---------- | ------ | ------ | ------ | ----- | ------ | ---- | ------- | ------- | ------ | ------ | ------ |
| 2010-2011 | Washington | 58     | 1      | 10,9   | 44,9  | -      | 71,0 | 2,62    | 0,17    | 0,29   | 0,48   | 2,66   |
| 2011-2012 | Washington | 57     | 21     | 20,6   | 53,0  | 0,0    | 67,1 | 4,91    | 0,58    | 0,33   | 1,33   | 7,91   |
| 2012-2013 | Washington | 79     | 8      | 21,8   | 46,1  | -      | 69,3 | 4,38    | 0,72    | 0,30   | 0,75   | 9,13   |
| 2013-2014 | Washington | 53     | 1      | 10,9   | 50,5  | -      | 87,1 | 2,42    | 0,32    | 0,06   | 0,49   | 4,70   |
| 2014-2015 | Washington | 79     | 0      | 15,6   | 51,3  | 0,0    | 70,7 | 3,65    | 0,75    | 0,13   | 0,75   | 6,58   |
| 2015-2016 | New York   | 48     | 0      | 11,0   | 41,0  | 0,0    | 82,6 | 2,62    | 0,98    | 0,17   | 0,75   | 3,90   |
| 2016-2017 | Indiana    | 49     | 3      | 11,4   | 55,1  | 0,0    | 63,6 | 2,90    | 0,47    | 0,14   | 0,41   | 4,73   |
| Carrière  | Carrière   | 423    | 31     | 15,2   | 48,9  | 0,0    | 71,5 | 3,46    | 0,58    | 0,21   | 0,72   | 5,95   |

Note: * Cette saison a été réduite de 82 à 66 matchs en raison du Lock out.

#### Playoffs
| Saison   | Équipe     | Matchs | Titul. | Min./m | % Tir | % 3pts | % LF | Rbds/m. | Pass/m. | Int/m. | Ctr/m. | Pts/m. |
| -------- | ---------- | ------ | ------ | ------ | ----- | ------ | ---- | ------- | ------- | ------ | ------ | ------ |
| 2014     | Washington | 4      | 0      | 1,4    | 0,0   | -      | -    | 0,50    | 0,00    | 0,00   | 0,00   | 0,00   |
| 2015     | Washington | 6      | 0      | 12,0   | 48,4  | -      | 50,0 | 3,17    | 0,33    | 0,33   | 0,17   | 5,50   |
| 2017     | Indiana    | 4      | 0      | 14,8   | 46,2  | -      | 71,4 | 3,50    | 1,00    | 0,00   | 0,50   | 7,25   |
| Carrière | Carrière   | 14     | 0      | 9,8    | 45,0  | -      | 61,5 | 2,50    | 0,43    | 0,14   | 0,21   | 4,43   |

### Europe

#### Euroligue
| Saison    | Équipe       | Matchs | Titul. | Min./m | % Tir | % 3pts | % LF | Rbds/m. | Pass/m. | Int/m. | Ctr/m. | Pts/m. |
| --------- | ------------ | ------ | ------ | ------ | ----- | ------ | ---- | ------- | ------- | ------ | ------ | ------ |
| 2011-2012 | Baskonia     | 7      | 5      | 19,2   | 55,1  | -      | 80,0 | 5,00    | 0,57    | 0,43   | 1,00   | 8,86   |
| 2017-2018 | FC Barcelone | 15     | 14     | 20,3   | 57,9  | 0,0    | 65,5 | 4,87    | 0,87    | 0,27   | 0,93   | 12,13  |
| 2018-2019 | FC Barcelone | 27     | 2      | 14,1   | 63,2  | -      | 78,6 | 3,56    | 0,48    | 0,22   | 0,37   | 8,33   |
| Carrière  | Carrière     | 49     | 5      | 17,9   | 58,7  | 0,0    | 74,4 | 4,16    | 0,61    | 0,28   | 0,63   | 9,57   |

#### EuroCoupe
| Saison    | Équipe   | Matchs | Titul. | Min./m | % Tir | % 3pts | % LF | Rbds/m. | Pass/m. | Int/m. | Ctr/m. | Pts/m. |
| --------- | -------- | ------ | ------ | ------ | ----- | ------ | ---- | ------- | ------- | ------ | ------ | ------ |
| 2009-2010 | Cholet   | 6      | 5      | 20,6   | 51,4  | -      | 75,0 | 6,50    | 0,33    | 0,17   | 1,17   | 6,50   |
| Carrière  | Carrière | 6      | 5      | 20,6   | 51,4  | -      | 75,0 | 6,50    | 0,33    | 0,17   | 1,17   | 6,50   |

#### Pro A
| Saison    | Équipe   | Matchs | Titul. | Min./m | % Tir | % 3pts | % LF | Rbds/m. | Pass/m. | Int/m. | Ctr/m. | Pts/m. |
| --------- | -------- | ------ | ------ | ------ | ----- | ------ | ---- | ------- | ------- | ------ | ------ | ------ |
| 2007-2008 | Cholet   | 1      | 0      | 7,0    | -     | -      | -    | 0,00    | 0,00    | 0,00   | 0,00   | 0,00   |
| 2008-2009 | Cholet   | 19     | 0      | 9,3    | 53,2  | -      | 63,6 | 2,42    | 0,16    | 0,11   | 0,37   | 3,00   |
| 2009-2010 | Cholet   | 32     | 15     | 15,3   | 52,2  | -      | 55,6 | 4,22    | 0,53    | 0,19   | 0,88   | 6,03   |
| Carrière  | Carrière | 52     | 15     | 13,0   | 52,4  | -      | 57,1 | 3,48    | 0,38    | 0,17   | 0,67   | 4,81   |

#### Liga ACB
| Saison    | Équipe       | Matchs | Titul. | Min./m | % Tir | % 3pts | % LF | Rbds/m. | Pass/m. | Int/m. | Ctr/m. | Pts/m. |
| --------- | ------------ | ------ | ------ | ------ | ----- | ------ | ---- | ------- | ------- | ------ | ------ | ------ |
| 2011-2012 | Baskonia     | 10     | 4      | 18,3   | 61,8  | -      | 64,3 | 2,70    | 0,30    | 0,20   | 1,20   | 7,70   |
| 2017-2018 | FC Barcelone | 14     | 10     | 18,6   | 55,5  | -      | 65,5 | 3,86    | 0,86    | 0,64   | 0,79   | 10,93  |
| 2018-2019 | FC Barcelone | 25     | 6      | 14,3   | 61,0  | -      | 80,0 | 4,04    | 0,84    | 0,28   | 0,32   | 7,60   |
| Carrière  | Carrière     | 49     | 20     | 16,3   | 58,9  | -      | 72,9 | 3,71    | 0,73    | 0,37   | 0,63   | 8,57   |

### Sélection nationale
| Compétition          | Équipe   | Matchs | Min./m | % Tir | % 3pts | % LF | Rbds/m. | Pass/m. | Int/m. | Ctr/m. | Pts/m. |
| -------------------- | -------- | ------ | ------ | ----- | ------ | ---- | ------- | ------- | ------ | ------ | ------ |
| EuroBasket 2011      | France   | 9      | 8,8    | 56,2  | -      | 85,7 | 1,9     | 0,1     | 0,0    | 0,4    | 4,7    |
| Jeux Olympiques 2012 | France   | 6      | 15,0   | 54,8  | -      | 50,0 | 3,3     | 0,5     | 0,7    | 1,3    | 6,0    |
| EuroBasket 2017      | France   | 6      | 14,6   | 73,3  | -      | 71,4 | 3,5     | 0,3     | 0,2    | 0,3    | 8,2    |
| Carrière             | Carrière | 21     | 12,2   | 60,9  | -      | 69,4 | 2,8     | 0,3     | 0,2    | 0,7    | 6,0    |

## Records sur une rencontre en NBA
Les records personnels de Kevin Séraphin en NBA sont les suivants, :
| Type de statistique        | Saison régulière | Saison régulière         | Saison régulière | Playoffs | Playoffs                 | Playoffs      |
| Type de statistique        | Record           | Adversaire               | Date             | Record   | Adversaire               | Date          |
| -------------------------- | ---------------- | ------------------------ | ---------------- | -------- | ------------------------ | ------------- |
| Points                     | 24               | Magic d'Orlando          | 10 avril 2012    | 13       | Hawks d'Atlanta          | 15 mai 2015   |
| Paniers marqués            | 11               | Magic d'Orlando          | 10 avril 2012    | 6        | Hawks d'Atlanta          | 15 mai 2015   |
| Paniers tentés             | 21               | @ Hawks d'Atlanta        | 21 novembre 2012 | 11       | Hawks d'Atlanta          | 15 mai 2015   |
| Paniers à 3 points réussis | -                | -                        | -                | -        | -                        | -             |
| Paniers à 3 points tentés  | 1                | 7 fois                   | 7 fois           | -        | -                        | -             |
| Lancers francs réussis     | 5                | 2 fois                   | 2 fois           | 5        | Cavaliers de Cleveland   | 20 avril 2017 |
| Lancers francs tentés      | 6                | 4 fois                   | 4 fois           | 7        | Cavaliers de Cleveland   | 20 avril 2017 |
| Rebonds offensifs          | 8                | @ Bulls de Chicago       | 16 avril 2012    | 3        | 2 fois                   | 2 fois        |
| Rebonds défensifs          | 11               | 2 fois                   | 2 fois           | 5        | Hawks d'Atlanta          | 15 mai 2015   |
| Rebonds totaux             | 14               | Warriors de Golden State | 21 novembre 2016 | 8        | Hawks d'Atlanta          | 15 mai 2015   |
| Passes décisives           | 5                | 2 fois                   | 2 fois           | 3        | Cavaliers de Cleveland   | 20 avril 2017 |
| Interceptions              | 4                | Spurs de San Antonio     | 26 novembre 2012 | 1        | 2 fois                   | 2 fois        |
| Contres                    | 5                | 2 fois                   | 2 fois           | 1        | 3 fois                   | 3 fois        |
| Balles perdues             | 6                | @ Celtics de Boston      | 7 novembre 2012  | 2        | @ Cavaliers de Cleveland | 17 avril 2017 |
| Minutes jouées             | 43               | @ Bulls de Chicago       | 16 avril 2012    | 28       | Hawks d'Atlanta          | 15 mai 2015   |

- Double-double : 10
- Triple-double : 0

## Salaires
| Année       | Équipe                | Salaire      |
| ----------- | --------------------- | ------------ |
| 2010-2011   | Wizards de Washington | 1 563 120 $  |
| 2011-2012   | Wizards de Washington | 1 680 360 $  |
| 2012-2013   | Wizards de Washington | 1 797 600 $  |
| 2013-2014   | Wizards de Washington | 2 761 114 $  |
| 2014-2015*  | Wizards de Washington | 3 898 692 $  |
| 2015-2016   | Knicks de New York    | 2 800 000 $  |
| 2016-2017   | Pacers de l'Indiana   | 1 800 000 $  |
| Total Gains | Total Gains           | 16 300 886 $ |

Note : * Pour la saison 2014-2015, le salaire moyen d'un joueur évoluant en NBA est de 4 500 000 $.